# Этнокультурный туризм в России
Этнокультурный туризм в России, включая его подвиды (этнографический, этнический, ностальгический, эколого-этнографический, этно-познавательный и антропологический (туризм образа жизни)) — одно из направлений туризма в России, имеющее ярко выраженные этнические, языковые и культурные составляющие, имеющее целью узнать культуру, быт, традиции народов России.

## Место этнокультурного туризма в отрасли
Полноценный рынок российского этнокультурного туризма находится в процессе становления, однако имеет большие перспективы и становится одним из ведущих направлений туристской деятельности. Российские туристические фирмы, которые позиционируют себя как этнографические, по сути, предлагают туры этнокультурного туризма, при этом включая в них туристические программы с элементами антропологического, этнопознавательного, эколого-этнографического туризма. В то же время фирмы, специализирующиеся непосредственно на ностальгическом, этнопознавательном, эколого-этнографическом и прочих видах этнокультурного туризма отсутствуют.
Основными формами этнического туризма в России являются: этнографический музей под открытым небом, этнографический музей-заповедник, археолого-этнографические комплексы, этнографические деревни, театрализованные праздники и обряды, этнические туры основанные на исторических и народных памятниках.
При комбинировании этнографического и экологического туризма туристы находятся в реальной этнокультурной и природной среде и могут познакомиться с традициями народов, питаться блюдами их национальной кухни, участвовать в традиционных занятиях и промыслах народа. Наиболее часто этноэкологический туризм встречается в местах проживания коренных малочисленных народов Севера, Сибири и Дальнего Востока Российской Федерации. На территории Шорского государственного природного национального парка образован этнографический музей под открытым небом — «Тазгол».
Согласно реестру туристических маршрутов Российской Федерации, более чем в 20-ти субъектах Российской Федерации присутствуют этнические маршруты. Согласно социологическому исследованию, проведенному по заказу Федерального агентства по туризму эти маршруты пользуются значительной популярностью у туристов.
У российских и зарубежных туристов популярны этнографические программы в Вологодскую и Архангельскую области и Прибайкалье, ностальгические туры в Карелию, Приморский край и Калининградскую область, эколого-этнографические путешествия в Камчатский и Хабаровский края, антропологический туризм в Республике Алтай, Хакасии и Бурятии, этнический туризм в Республике Алтай и Бурятии, Прибайкальском, Забайкальском, Камчатском, Хабаровском и Приморском краях, Амурской и Мурманской областях. Сельский этнографический туризм активнее всего представлен в Архангельской, Мурманской, Ярославской, Ивановской, а также некоторых других областях Центральной России.

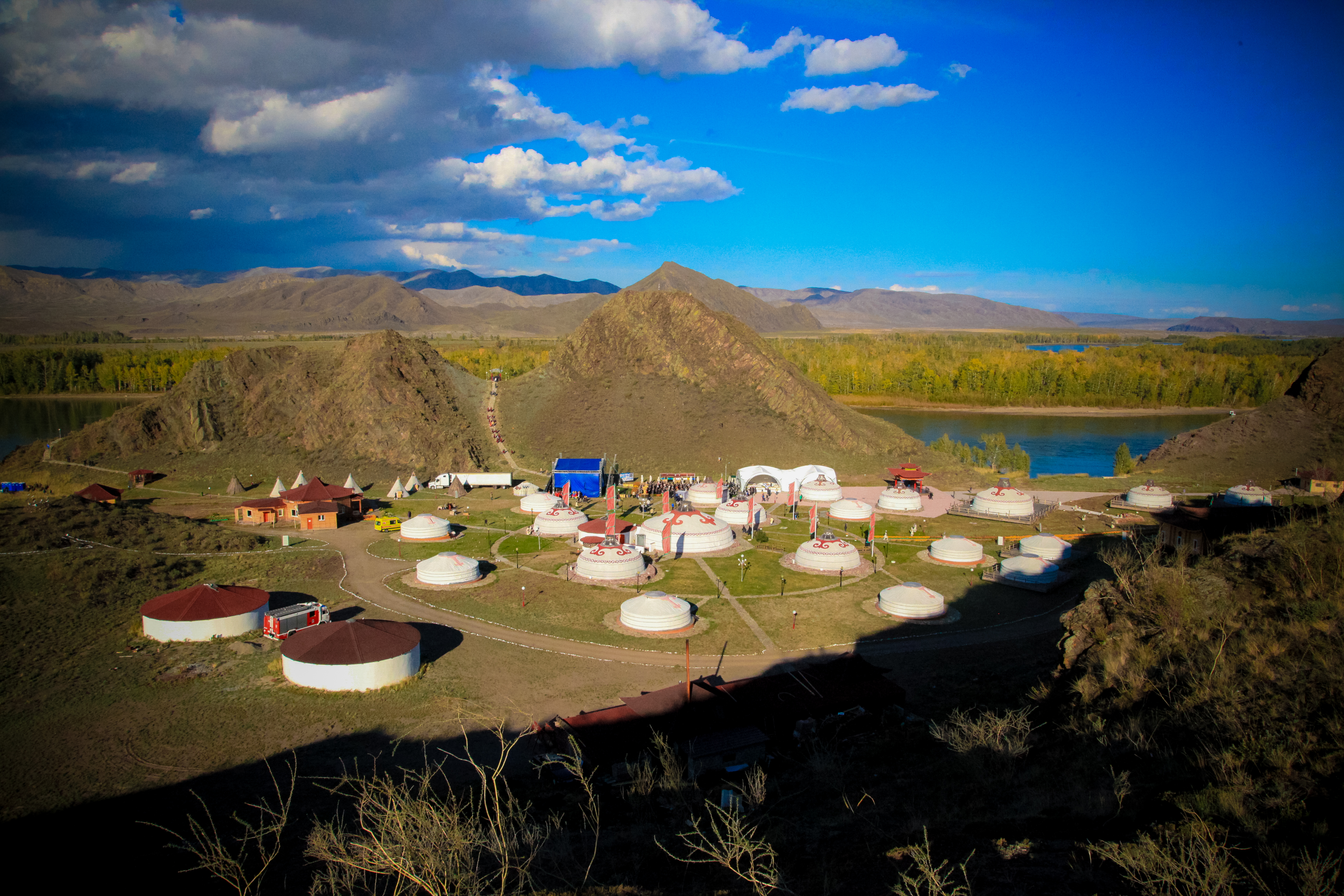
Этнокультурный комплекс «Алдын-Булак»
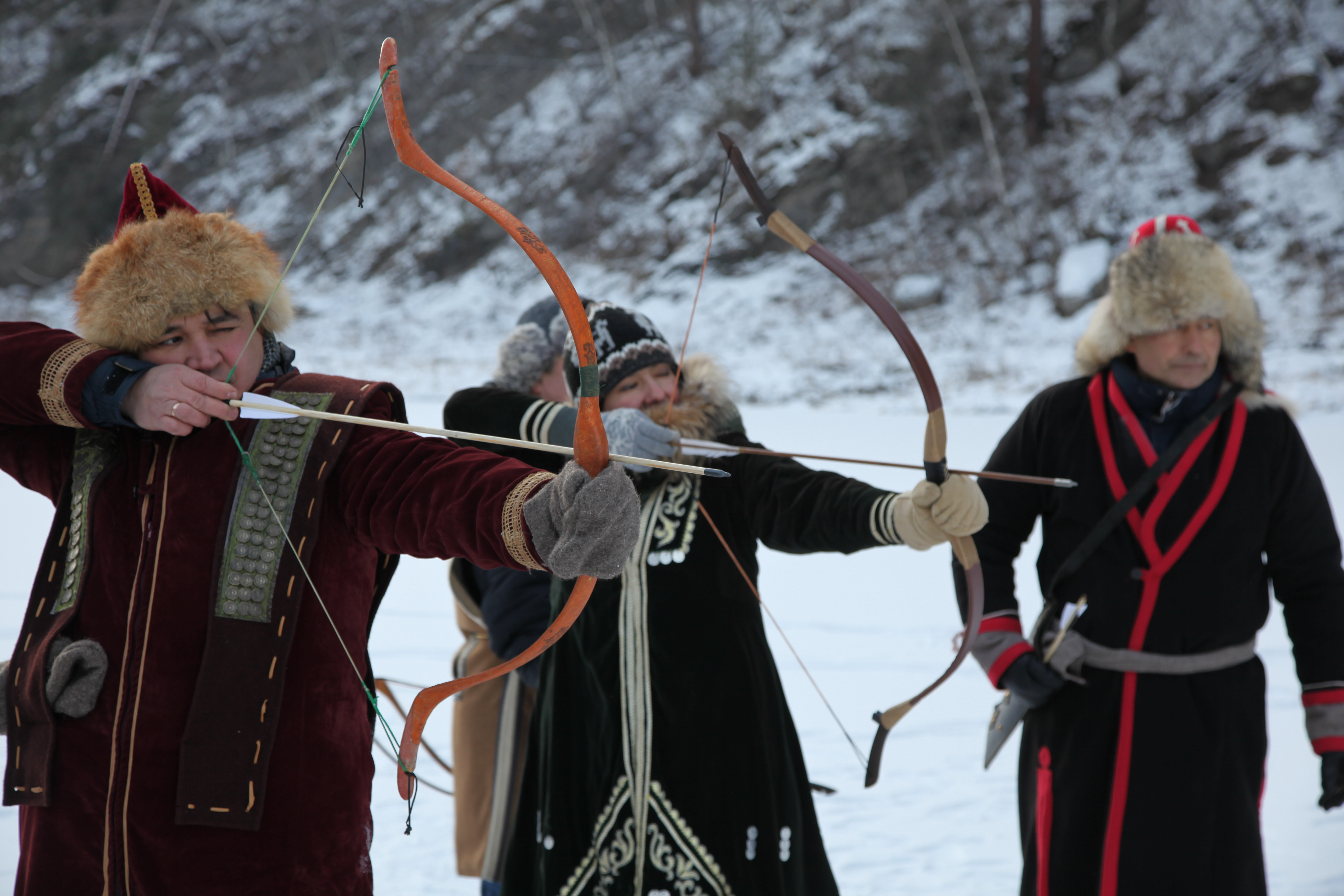
Этнотур «Настоящая Башкирия». Стрельба из традиционного лука
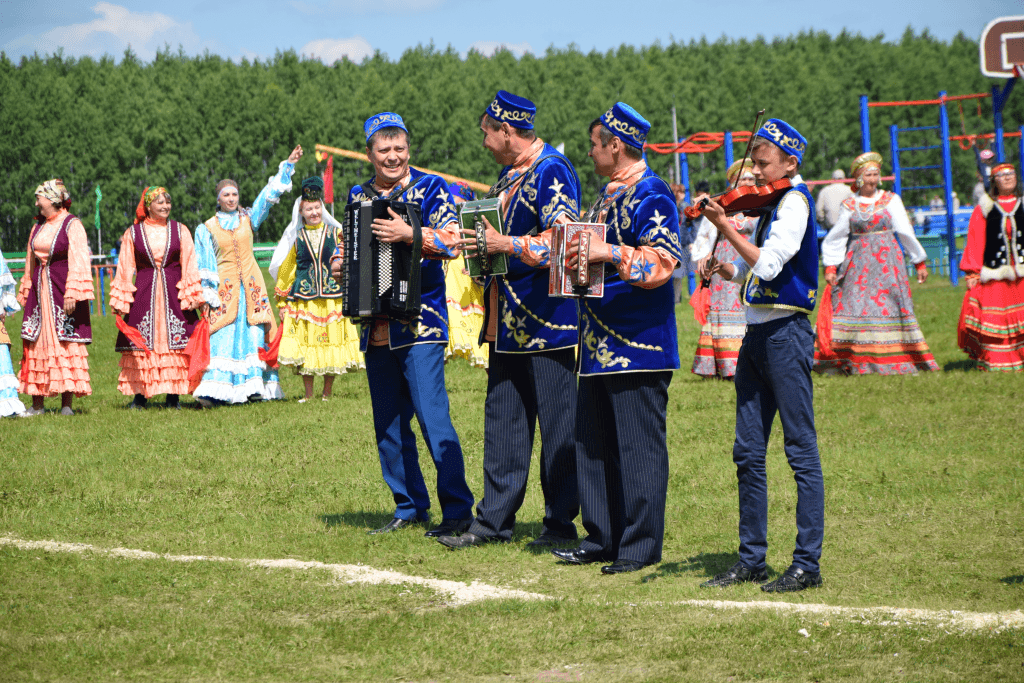
Сабантуй в Башкортостане

## Развитие этнокультурного туризма в России
Российская Федерация имеет ряд факторов которые способствуют развитию этнокультурного туризма в стране:
- согласно социологическому исследованию федерального агентства по туризму 88 % россиян хотели бы отправиться в этнотур[7]
- в России проживает 180 этнических групп[7]
- население этнически неоднородно в высокой степени[6];
- из-за длительной кросскультурной интеграции, аккультурации и ассимиляции в России образовалось уникальное сочетание различных этнокультурных комплексов, в первую очередь восточнославянского, тюркского, финно-угорского, кавказского и монгольского[6];
- государством пропагандируется гармонизация межэтнических отношений, культурной преемственности и сопряженности исторического развития народов и территориальных общностей страны[6].

Начало 1990‑х годов стало пиком ностальгического туризма. Переселённые финны, немцы и японцы после распада СССР стали посещать места, где жили их отцы, деды или они сами в детстве, юности или молодости. В Карелию и Ленинградскую область часто стали приезжать туристы из Финляндии. Одним из центров стал город Сортавала благодаря тому что приграничная зона между Финляндией и Россией сократилась до 5 км. В 1990‑х годах поток туристов из Японии на остров Сахалин и Курильские острова достигал 12 тысяч человек в год. Также поток туристов из Германии посещает Калининградскую область и Поволжье (потомки эмигрировавших поволжских немцев). Однако со временем ностальгический туризм стал идти на спад из-за того, что многие представители старшего поколения, живших на этих территориях умерли, а их потомки уже не чувствуют такого интереса и привязанности к этой земле, как их родители. В связи с чем доля ностальгического туризма уменьшилась.

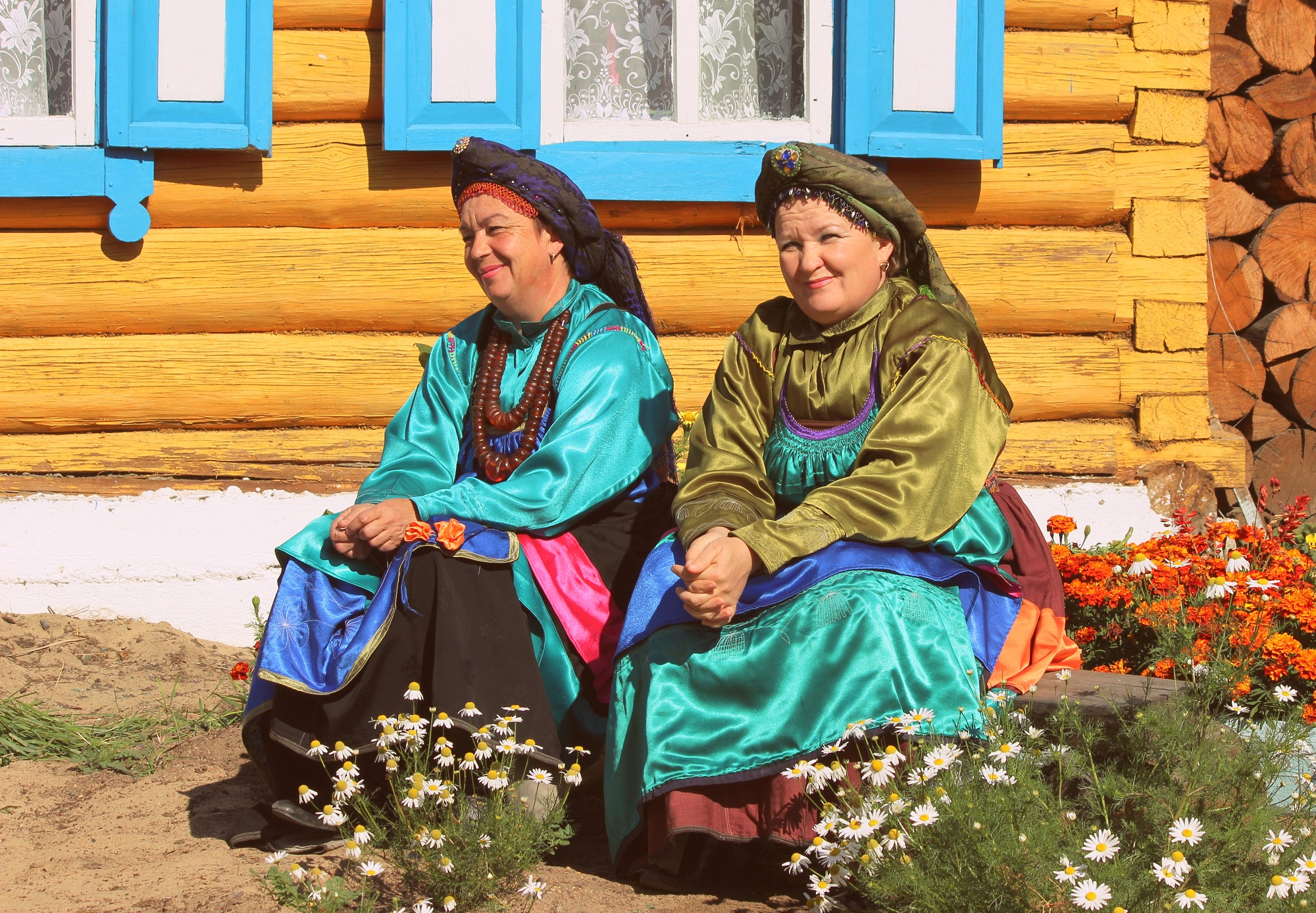
Староверы Бурятии
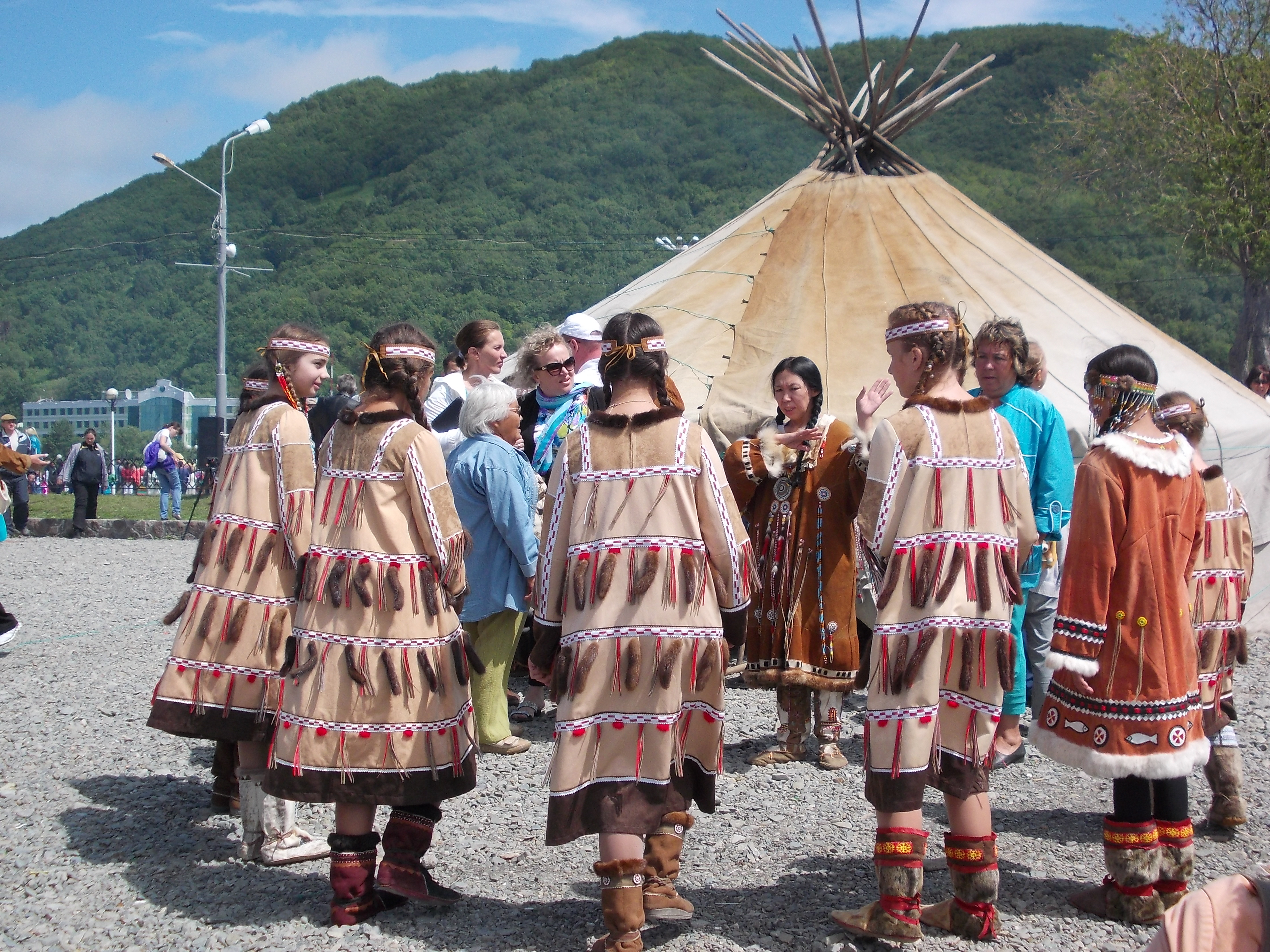
Танцевальная группа ительменов «Луч» перед выступлением во время Дня рыбака в Петропавловске-Камчатском
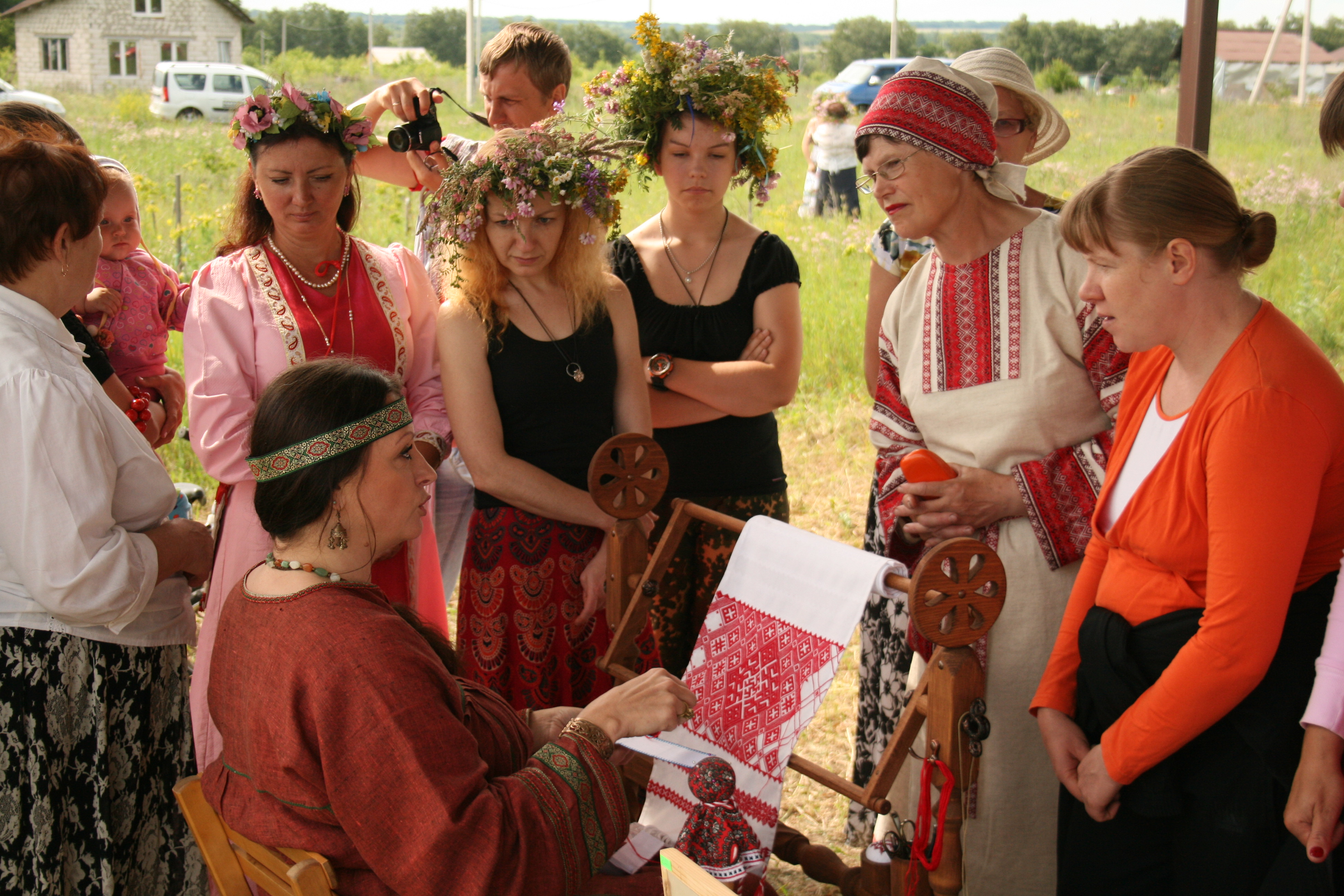
Праздник Ивана Купалы в Белгородской области
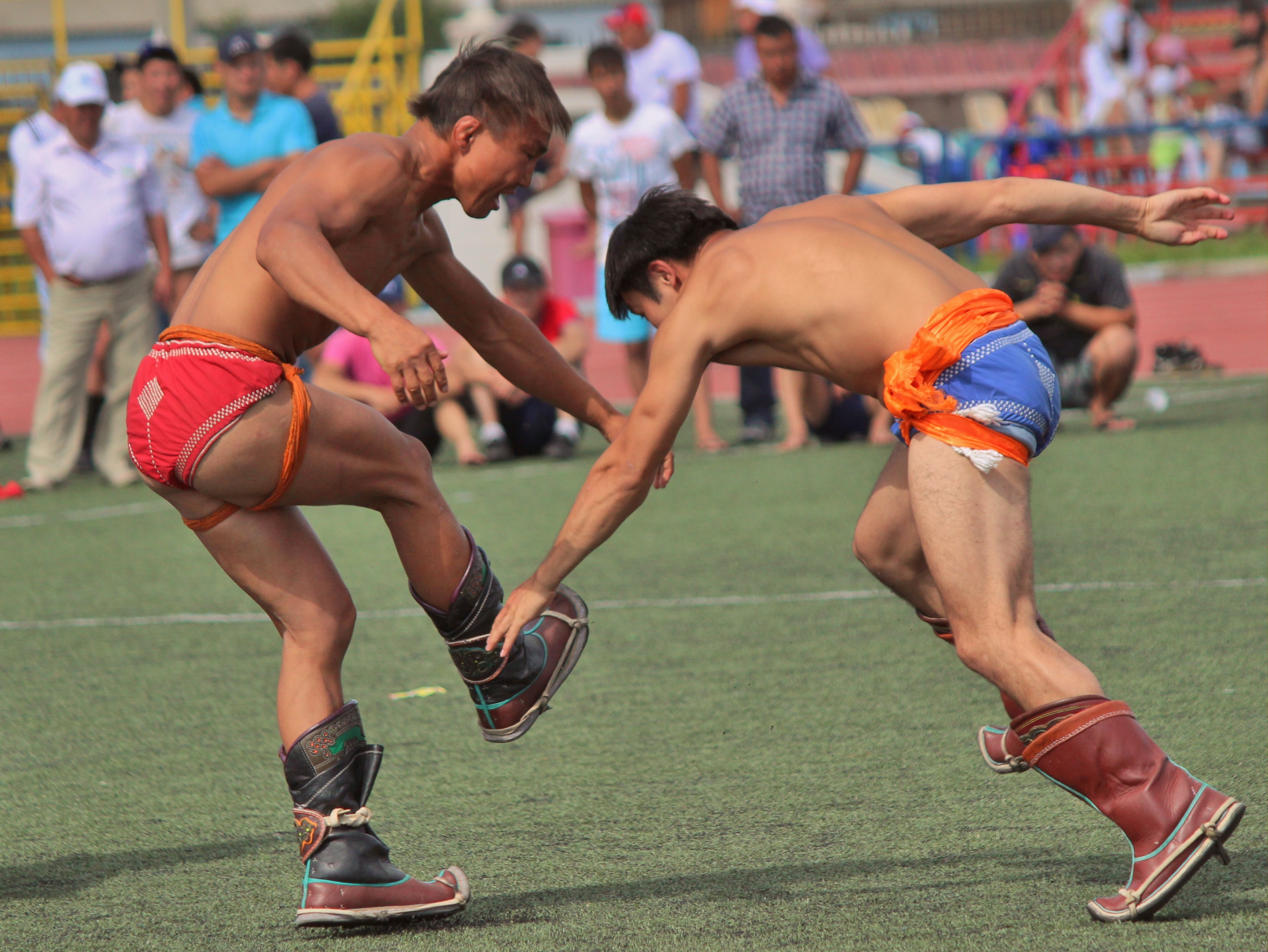
Бурятская национальная борьба Бухэ Барилдан на международном фестивале бурятской культуры «Алтаргана». Забайкальский край, поселок Агинское

С 2006 года в Хабаровском, Приморском краях, Республике Саха и Томской области реализуются проекты «Инновационная модель развития аборигенного туризма», в рамках которых идет изучение региональных возможностей организации этнического туризма, круглые столы и встречи с администрациями, туристическими фирмами, учёными, руководством особо охраняемых природных территорий, организациями коренных малочисленных народов Севера, Сибири и Дальнего Востока России, проводится сбор информации и наполнение базы данных, создаются путеводители по аборигенному туризму.
4 февраля 2009 года распоряжением Правительства Российской Федерации N 132-р была утверждена Концепция устойчивого развития коренных малочисленных народов Севера, Сибири и Дальнего Востока Российской Федерации в рамках которой предполагалось создать необходимые условия для занятости представителей малочисленных народов Севера в традиционных отраслях хозяйственной деятельности, а также в этнотуризме.
С 2011 года Федеральное агентство по туризму проводит Международную конференцию «Этнографический туризм как способ возрождения и сохранения этнокультурного наследия», одной из основных целей которой является поддержка этнографического туризма, оказывающего непосредственное влияние на процессы возрождения и сохранения культурного и этнического наследия. В конференции участвуют представители федеральных и региональных органов исполнительной власти, местного самоуправления, туристические компании, профильные учебные заведения и бизнес-сообщества в сфере туризма, а также представители национальных туристских администраций и международных общественных организаций.
Распоряжением Правительства Российской Федерации от 31.05.2014 г. № 941-р была утверждена Стратегия развития туризма в Российской Федерации на период до 2020 года», согласно которой одной из предпосылок развития этнокультурного туризма должна стать разработка комплекса мер по поддержанию и развитию традиционных ремесел и промыслов народов России, что соответствует федеральной целевой программе «Укрепление единства российской нации и этнокультурного развития народов России» (2014—2020).
Согласно данным Мониторинга реализации «Стратегии развития туризма в российской федерации на период до 2020 года», в 2014 году на долю этнокультурного туризма пришлось 33 % всех реализованных внутрироссийских туристских
программ, при этом наибольшую активность проявили регионы Центрального и Приволжского федеральных округов.

## Этнокультурный туризм в России по регионам
Башкортостан:
В 2018 году этнотур «Настоящая Башкирия» стал лучшим в номинации «Лучший этнографический маршрут», а также получил гран-при на Всероссийской премии «Маршрут года» по федеральным округам Европейской части России. В рамках данного этнотура туристы погружаются в быт башкир, их одевают в национальные костюмы, выдают копья, лук, учат боевому кличу после чего туристы учатся стрелять из лука, участвуют в боях на мешках, учатся играть на народных инструментах курае и кубызе, пробуют дикий мед из борти и преодолевают неблизкий путь на поля сражений на санях и лошадях башкирских пород, учатся готовить бешбармак, учпочмак и баурсак.
Бурятия:
В Бурятии в рамках Недели открытия Республиканского года туризма реализован межрегиональный туристский проект «Сказочный Сагаалган в Бурятии — 2013», в рамках которого туристы посещают бурятские, старообрядческие и казачьи этнодеревни, религиозные объекты православия и буддизма. Выполняются проекты по строительству этнографических комплексов «Степной кочевник» и «Хотогор в Ацагатской местности».
Волгоградская область:
В поселке Иловля в 80 километрах к северу от Волгограда находится этнографический музей-заповедник «Казачий курень», в котором туристы могут услышать традиционные песни и попробовать казачьи блюда — пышки с медом и каймаком, а также поучаствовать в интерактивных программах «Посвящение в казаки», «Казачья свадьба».
Дагестан:
В Дагестане возможно посещение центров традиционных промыслов, таких как ковроткачество, чеканка по металлу, керамика, а также горных аулов с сохранившимся патриархальным укладом и архитектурой. Южная часть Дагестана (Самурский, Богосский хребты; долины рек Самур, Андийское и Аварское Койсу; окрестности Гуниба, Кубачи, Ботлиха) является перспективным регионом для самодеятельного этнотуризма.
Калмыкия:
В Калмыкии строится национальный кибиточный туристско-развлекательный комплекс «Джангарленд», который сочетает в себе этнотуризм и развлекательный туризм.
Калужская область:
Под Калугой расположен этнографический парк-музей «Этномир», где можно познакомиться с архитектурой, национальной кухней, ремеслами, традициями и бытом различных стран. «Этномир» включает в себя 52 комплекса построек различных культур Земли.
Камчатский край:
Туристические фирмы предлагают этнографические программы с посещением деревень коренных жителей Камчатки — ительменов, эвенов, алеутов, коряков. Познакомиться с культурой и бытом коренных жителей полуострова Камчатка предлагают этнокультурный комплекс «Кайныран», ительменская деревня Пимчах (у подножия г. Острая, традиционные ительменские жилища и музей под открытым небом), эвенкское стойбище «Мэнэдек», Палана, корякское стойбище «Чау-Чив», этнографическая площадка «Земля Кутха», питомник ездовых собак «Сибирский клык», этническая деревня Танынаут (место проживания племени камчей). Работает Быстринский районный этнографический музей, в 2013 году открылся этнокультурный центр в селе Никольское на острове Беринга, также в 2013 году началось строительство этнографического центра-музея под открытым небом "Тигильский острог. Ежегодно российские и зарубежные туристы посещают традиционную камчатскую гонка на собачьих упряжках — «Берингия».
Краснодарский край:
Этнокультурные комплексы есть в Анапе, Сочи, Геленджике и Крымском районе. В этнокультурном центре — парке «Добродея» (Анапа) воссоздано казачье подворье и казачья хата, туристы могут познакомиться с бытом кубанского казачества, попробовать традиционные казачьи блюда, наблюдать за работой кузнецов, гончаров, скорняков.
Крым:
В Крыму проживает более 170 национальностей, в связи с чем этнокультурный туризм является перспективным направлением. В чистом виде этнический туризм встречается редко, в основном как часть этнографического или культурно-познавательного туризма. К объектам этнокультурного туризма можно отнести крымскотатарский культурно-этнографический центр «Коккоз» (с. Соколиное Бахчисарайского района), греческий культурно-этнографический центр «Карачоль» (с. Чернополье Белогорского района), армянский культурно-этнографический центр «Сурб-Хач» (Старый Крым).
Марий Эл:
В городе Козьмодемьянск расположен единственный в России этнографический музей под открытым небом, посвященный культуре марийцев. Экотуристский комплекс «Чодыраял» является одним из 15 инвестиционных проектов в сфере туризма, финансируемых за счет средств внебюджетных источников. Проект «Культура марийского народа», действующий на территории республики который включает в себя посещение музея «Быт марийской деревни» и проведение мастер-классов по ведению традиционного хозяйства. Также этнические туры с религиозно-ориентированной направленностью предлагают посетить «кюсото» (священные марийские рощи).
Москва и Московская область:
В Москве под открытым небом открыт музей кочевой культуры, в котором туристы могут познакомиться с историей, ремеслами, обрядами и религией, жилищами малых кочевых народов России и остального мира.
В Хотьково находится этнопарк «Кочевник» с верблюжьей фермой. Также в области расположен этнокультурный комплекс «Берендеево царство».
Пермский край:
В 2009 году туристическими операторами был разработан цикл однодневных туров под общим названием «В каждой деревне чой то да разно», ставящий своей целью знакомство с самобытной культурой коренных народов Прикамья.
Самарская область:
Самарская область является одним из наиболее полиэтничных субъектов Российской Федерации, на территории области проживает более 100 этносов, ряд сельских поселений различных народов сохранили традиционные культурно-бытовые особенности. Ежегодно проводятся национальные праздники и фестивали: «День славянской письменности и культуры», фестиваль русской песни «Русская березка», «Масленица», татарские праздники «Сабантуй» и «Сембеле», чувашские «Акатуй» и «Уяв», башкирские «Йыйын» и «Каргатуй», мордовский «Масторава», казахский «Наурыз». В поселении Аул Казахский (Кинельском районе) был открыт единственный в области этнографический музей «Мурагер» («Наследие») со стационарной юртой.
Санкт-Петербург и Ленинградская область:
В г. Пикалево ежегодно проводится вепсский фольклорный праздник «Древо жизни». С конца 1990-х годов можно посетить туристские деревни: этнокультурный досугово-развлекательный комплекс «Русская деревня Шуваловка» (находится между Стрельной и Петродворцом) и Верхние Мандроги (Подпорожский район) в которых разработаны познавательные программы, связанные с русскими бытом и традицией (такие ка «Погружение в XIX век» в Мандрогах), работают музеи («Викинги в Древней Руси» в Шуваловке и другие).
Саратовская область:
В Саратове находится музей этнографии народов Поволжья.
Свердловская область:
В Свердловской области русская культура представлена тремя специализированными музеями, два из которых находятся в Алапаевском районе и ориентированы на крестьянскую культуру: музей истории земледелия и быта крестьян в селе Коптелово и Нижнесинячихинский музей-заповедник деревянного зодчества, третий музей — Музей быта и ремесел горнозаводского населения ориентирован на традиционную культуру горнозаводского населения Урала. В 2009 году состоялась презентация проекта культурно-туристического комплекса «Этническая
деревня ремесленников Урала». Для строительства проекта был взят в аренду на 49 лет земельный участок общей площадью 20 гектаров.
Удмуртия:
В Удмуртии этнотуризм является одним из приоритетных направлений развития региона. Количество мероприятий с этнической составляющей составляет несколько сотен, их посещают сотнями тысяч человек. Среди них: удмуртский национальный праздник «Гербер», фестиваль «Всемирный день пельменя», Всероссийский фестиваль национальной кухни и юмора «Пельменика», Международный фестиваль финно-угорской кухни «Быг-быг», Национальный марийский праздник «Петров день», Всероссийский фестиваль «От Пельняня до Китая».
Ханты-Мансийский автономный округ:
В Ханты-Мансийском автономном округе этнический туризм сочетается с экологическим, промысловым, событийным, экскурсионным. В национальных поселках и стойбищах, а также в этнографических музеях округа — Окружном музее природы и человека, этнографическом парке «Торум-Маа» (Ханты-Мансийск), национальной деревне Русскинская можно познакомиться с культурой обских угров, ханты и манси. Эколого-этнографический парк-музей под открытым небом в селе Варьёган включает в себя летнее и зимнее стойбища хантыйского рода Казамкиных, стойбище лесных ненцев и хантыйских родов Сардаковых и Айпиных. Экспозиция содержит родовые и личные предметы быта коренного населения, шаманскую атрибутику, документы, фотографии. В 1996 году был создан Аганский этнографический музей-театр, который включает в себя экспозиции «Береста в быту аганских ханты», «Одежда аганских ханты», «Виды жилищ народов Севера», «Охота и рыболовство». Посетители музея могут познакомиться с декоративно-прикладным и фольклорным творчеством, культурой, кухней и бытом ханты. Репертуар содержит песни коренных народов Севера, легенды, сценки из медвежьих игрищ. В музее-мастерскаой села Корлики посетители могут не только ознакомиться с произведениями прикладного искусства ваховских ханты, но и получить практические рекомендации изготовлению изделий из бересты, бисера, меха, а также пошиву национальной одежды.
Чувашия:
В рамках федеральной целевой программы «Развитие внутреннего и въездного туризма в Российской Федерации (2011−2018 годы)» с 2013 года в Чувашии развивается проект туристско-рекреационного кластера «Этническая Чувашия», который включает в себя строительство этноэкологического комплекса «Ясна» в Чебоксарском районе.
Ямало-Ненецкий автономный округ:
В Ямало-Ненецком автономном округе в рамках этнографического туризма туристам предлагается проживание в чуме, туры на оленьих и собачьих упряжках, знакомство с национальной кухней, участие в национальных праздниках «День оленевода», «Медвежий праздник», «День рыбака».

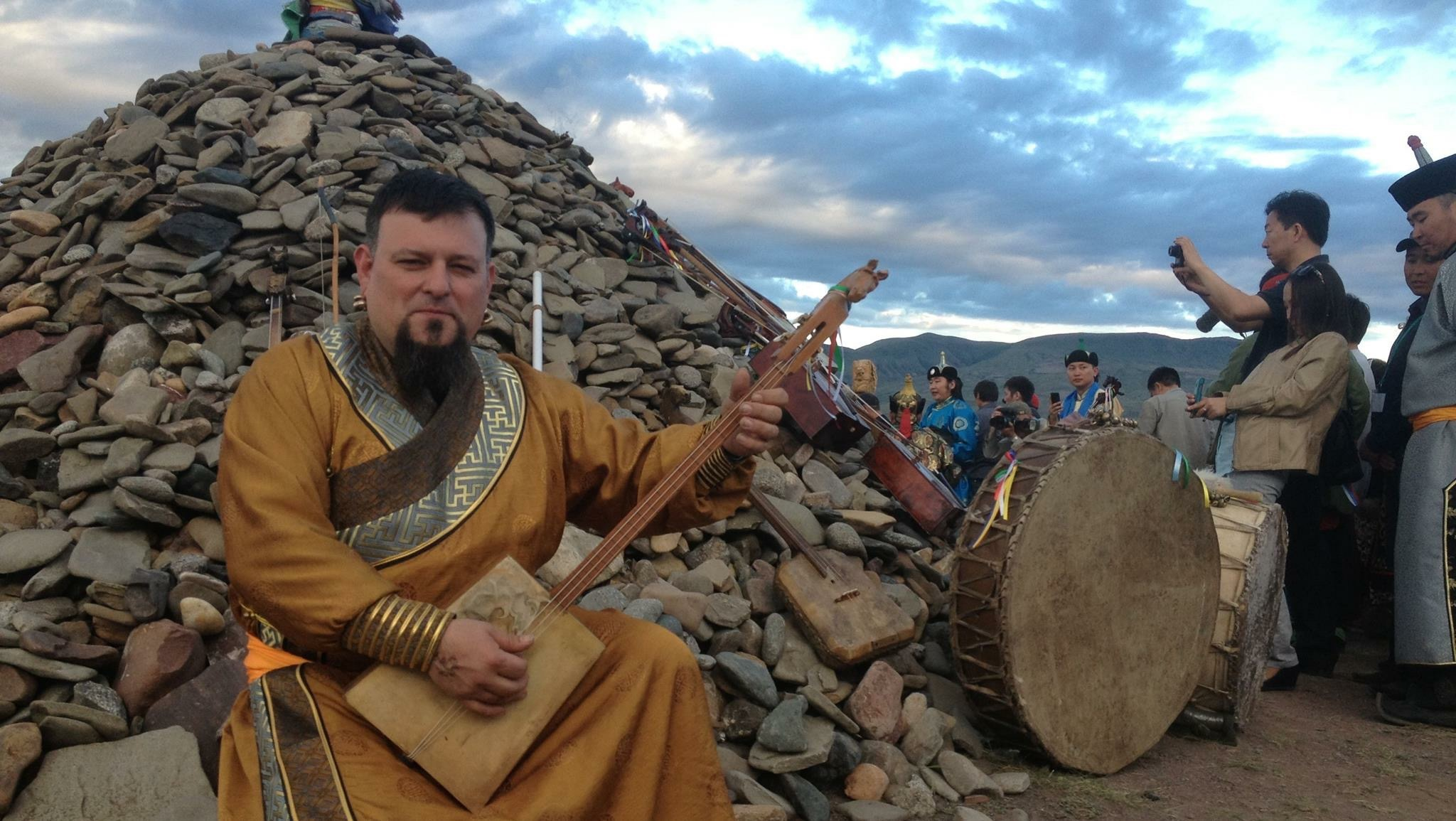
Этнокультурный комплекс «Алдын-Булак»
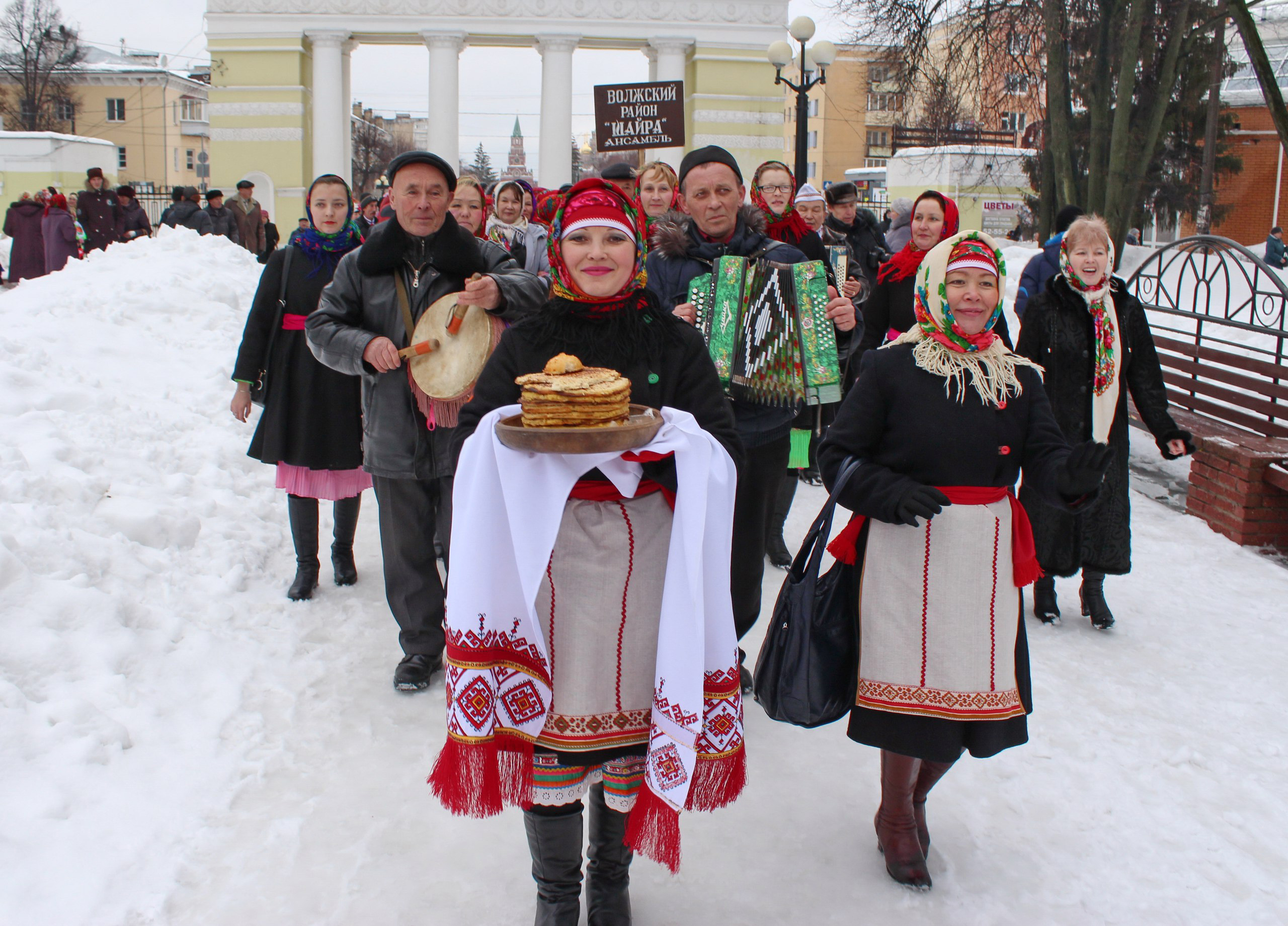
Празднование масленицы в Йошкар-Оле в марийских национальных костюмах
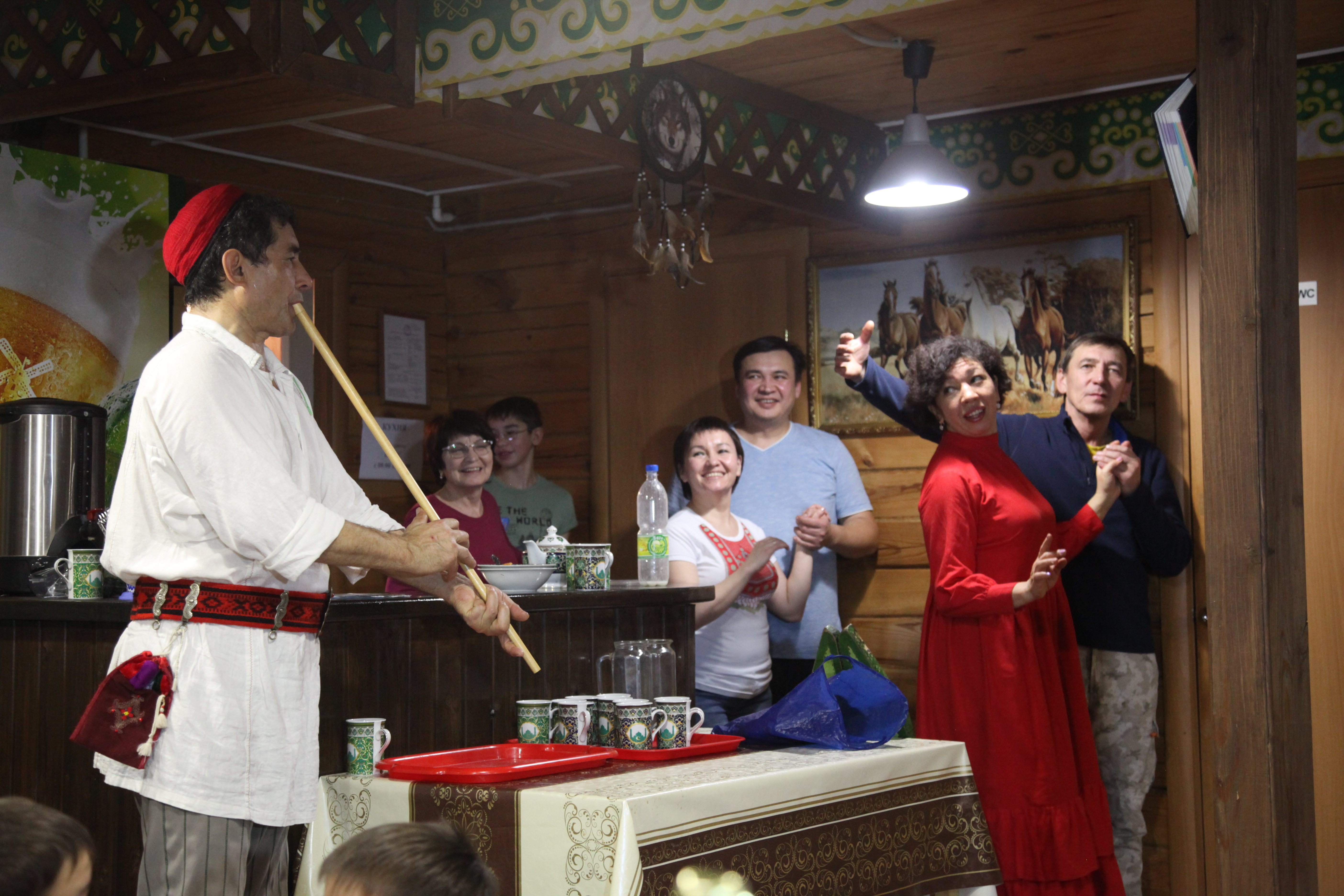
Этнотур «Настоящая Башкирия». Мастер-класс по башкирским народным танцам